# Pedro Ubaldo Polinar
Pedro Ubaldo Polinar (Pozuzo, 25 de enero de 1972) es un profesor y político peruano. Fue gobernador del Gobierno Regional de Pasco y alcalde de Oxapampa entre 2015 y 2018 y del distrito de Pozuzo entre 2007 y 2010.

## Biografía
Nació en Pozuzo, en enero de 1972, hijo de Aurelio Ubaldo Lino y Jacinta Polinar Alania. Cursó sus estudios primarios y secundarios en su ciudad natal. Entre 1994 y 1999 cursó estudios superiores de educación en la Universidad Nacional Daniel Alcides Carrión de la ciudad de Cerro de Pasco y, entre el 2005 y 2007, estudios de posgrado en docencia y gestión educativa en la sede Oxapampa de la Universidad César Vallejo. Fue gerente de la unidad ejecutora "Pasco Selva Central" del Gobierno Regional de Pasco durante el periodo 2011-2014.
Su primera participación se dio en las elecciones municipales del 2006 cuando fue elegido alcalde del distrito de Pozuzo. En las elecciones municipales del 2010 tentó su elección como alcalde de la provincia de Oxapampa sin éxito pero fue elegido para ese cargo en las elecciones municipales del 2014 por la organización política Pasco Verde. Participó en las elecciones regionales del 2018 como candidato a gobernador regional de Pasco y fue elegido tras una segunda vuelta en la que, siendo él aún Alcalde Provincial de Oxapampa, compitió con Rudy Callupe Gora, entonces Alcalde Provincial de Pasco que son las dos provincias más pobladas del departamento de Pasco. El 9 de diciembre de 2018 fue elegido Gobernador Regional de Pasco.
En junio del 2020, Ubaldo dio positivo a la prueba de COVID-19 al igual que su asesor Freddy Díaz. En octubre de 2020, fue detenido en una reunión con un grupo de pobladores en un local campestre en el distrito de Pereré